# Ranunculus aestivalis
Ranunculus aestivalis är en ranunkelväxtart som först beskrevs av L.D.Benson, och fick sitt nu gällande namn av R. Van Buren och K.T. Harper. Ranunculus aestivalis ingår i släktet ranunkler, och familjen ranunkelväxter. Inga underarter finns listade i Catalogue of Life.